# Oscar de la Renta
Óscar Arístides Renta Fiallo (22 tháng 7 năm 1932 – 20 tháng 10 năm 2014), được biết tới dưới nghệ danh Oscar de la Renta, là nhà thiết kế thời trang người Mỹ gốc Dominica. Sinh trưởng tại Santo Domingo, ông được hướng dẫn bởi những nghệ nhân bậc thầy như Cristóbal Balenciaga và Antonio del Castillo; sau đó ông có được tiếng vang lớn trên toàn thế giới kể từ thập niên 1960 khi trở thành một trong những người thiết kế trang phục cho Đệ nhất phu nhân Hoa Kỳ, Jacqueline Kennedy. Với những giải thưởng giành được, ông làm việc cho nhiều hãng thời trang lớn như Lanvin và Balmain. Thương hiệu thời trang của riêng ông luôn đi đầu trong những thiết kế đầm váy phụ nữ, từ ngôi sao điện ảnh cho tới thành viên hoàng gia.